# The Palace Guard
I The Palace Guard (talvolta indicato anche come Palace Guards) sono stati una garage band californiana attiva a Los Angeles a metà degli anni sessanta.
Il loro repertorio era costituito da musica rock 'n' roll, country rock e folk rock, sullo stile di quella dei coevi Byrds (jingle jangle sound) e di altri gruppi che si esibivano di base all'Hullabaloo Club e in altri locali alla moda del Sunset Strip e omologa a quella dei gruppi della cosiddetta British invasion (come ad esempio The Zombies).
Non ebbe brani in classifica anche se un loro singolo, il brano folk rock Falling Sugar, fu bene accolto fra gli amanti del genere nell'area californiana. Si esibirono per qualche tempo come cover band dei Beatles, con il nome di The Emeralds.

## Storia
I componenti del gruppo erano sette amici musicisti raggruppati nel 1964 intorno ai fratelli di origine canadese John, Don e Dave Beaudoin (o Beaudine); completavano l'organico il bassista Rick Moser, il chitarrista Chuck McLung, il cantante Mike Conley e il batterista Emitt Rhodes. In concerto indossavano una giubba rossa per simulare i componenti delle guardie di palazzo a Buckingham Palace.
Il gruppo fu scritturato nel 1965 dalla etichetta discografica losangeliana Orange Empire Records che li fece debuttare con il 45 giri All Night Long. Successivamente, passarono alla casa discografica Verve Records che aveva acquisito i diritti per la redistribuzione del brano Falling Sugar.
Il percorso discografico dei Palace Guard - il cui brano All Night Long è stato inserito nel  Box Set-compilation della Psychic Circle A Journey to Time e nel CD della Rhino Records Where The Action Is! - si completò nel 1966 con il passaggio alla Cameo/Parkway Records con cui incisero i singoli Greed e Saturday's Child.
Per qualche tempo fece parte della formazione anche Don Grady, tastierista, batterista e cantante, conosciuto anche con il nome di Don Agrati. Agrati divenne poi attore televisivo interpretando il ruolo di Robbie Douglas nella serie televisiva My Three Sons. Continuò anche la carriera di musicista negli Yellow Balloon. Al tempo della partecipazione al gruppo losangeliano si esibiva come Don Grady and the Palace Guard. Quando nel 1967 il batterista Rhodes passò al gruppo Merry-Go-Round i Palace Guard si divisero. Con quest'ultimo gruppo Rhodes reincise A Girl You Can Depend On.

## Discografia

### Raccolte
- 2003 - The Palace Guard

### Compilation
Compilation in cui sono compresi brani dei Palace Guard
- 1998 - Nuggets: Original Artyfacts From the First Psychedelic Era, Vol. 3 (Artisti vari)
- 1999 - Fuzz, Flaykes, & Shakes Vol. 1: 60 Miles High (Artisti vari, due distribuzioni)
- 2002 - Byrds Won't Fly Today (Artisti vari)
- 2003 - The Palace Guard (GF-196)
- 2005 - Campark: The British Invasion Volume 13 (Artisti vari)
- 2009 - Where the Action Is! Los Angeles Nuggets 1965-1968 (Artisti vari, Psychic Circle - Rhino Recortds)

### Singoli
- 1964 - Summertime Game / Little People (come Don Grady And The Palace Guard)
- 1965 - A Girl You Can Depend On / If You Need Me
- 1965 - All Night Long / Playgirl
- 1966 - Falling Sugar / Oh Blue (Orange Empire Records, due distribuzioni)
- 1966 - Greed / Calliope
- 1966 - Saturday's Child / Party Games